# Paroligembia angolica
Paroligembia angolica is een insectensoort uit de familie Teratembiidae, die tot de orde webspinners (Embioptera) behoort. De soort komt voor in Angola.
Paroligembia angolica is voor het eerst wetenschappelijk beschreven door Ross in 1952.